# 元湛 (漁陽王)
元 湛（げん たん、491年 - 528年）は、北魏の皇族。字は珍興。

## 経歴
章武王元彬の四男として生まれた。511年（永平4年）、秘書著作郎を初任とした。任城王元澄の下で司空騎兵参軍をつとめた。ほどなく尚書左司郎中に任じられ、左軍将軍の号を受けた。後に中書侍郎となり、吏部郎中を兼ねた。前将軍・通直散騎常侍の位を受けた。廷尉少卿となった。
528年（建義元年）4月13日、河陰の変で殺害された。享年は38。使持節・征東将軍・都督青州諸軍事・青州刺史の位を追贈された。漁陽王に追封された。

## 妻子

### 妻
- 薛慧命（薛胤の五女）

### 子
- 元俊（漁陽王の封を嗣いだが、北斉が建国されると、爵位を降格された）

## 伝記資料
- 『魏書』巻19下 列伝第7下
- 魏故使持節征東将軍儀同三司都督青州諸軍事青州刺史元使君墓誌銘（元湛墓誌）
- 魏前将軍廷尉卿元公妻薛夫人墓誌銘（薛慧命墓誌）